# Zespół Jacobsen

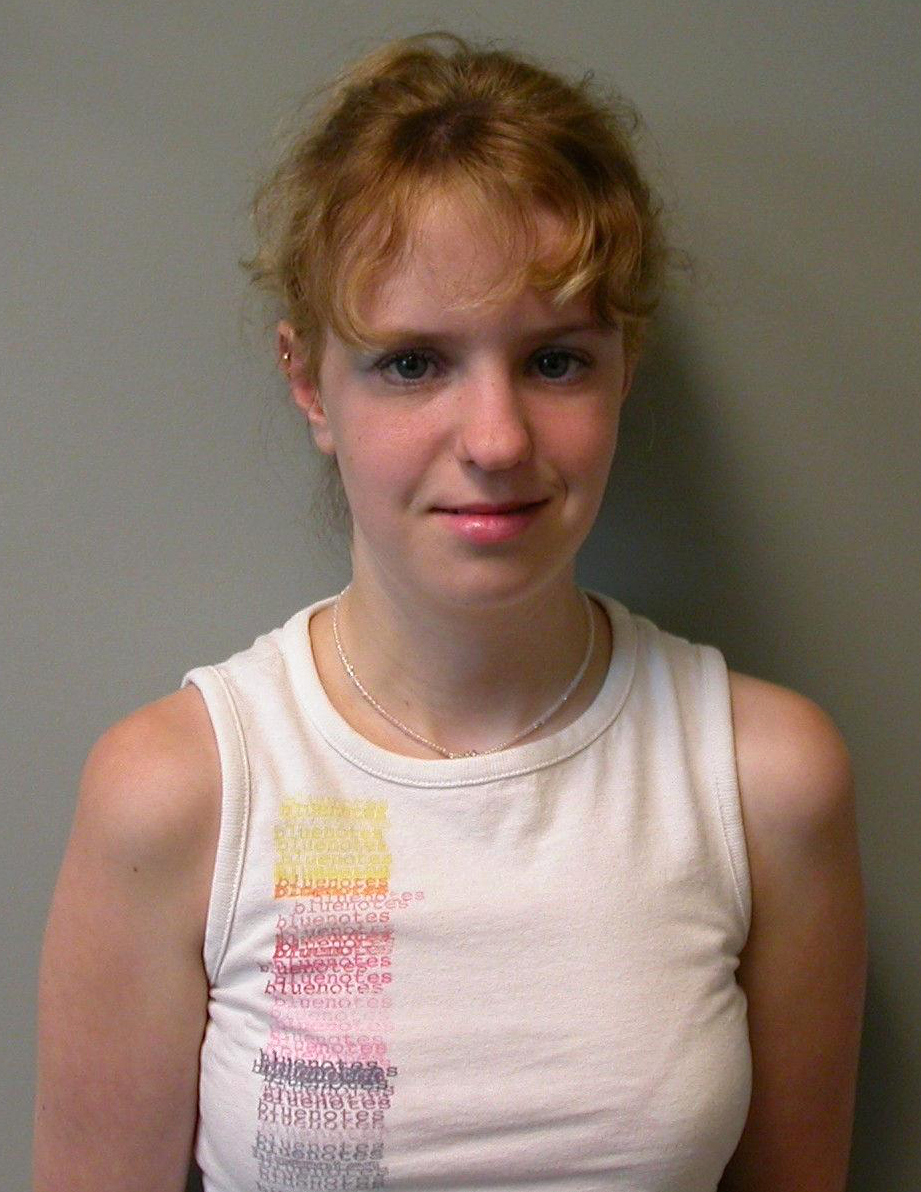
17-letnia pacjentka z zespołem Jacobsen

Zespół Jacobsen (zespół delecji 11q, ang. Jacobsen syndrome, 11q deletion, JBS, OMIM 147791) – genetycznie uwarunkowany zespół wad wrodzonych, spowodowany delecją terminalnego odcinka dłuższego ramienia chromosomu 11, obejmującego prążek 11q24.1. Na fenotyp choroby składać się mogą charakterystyczny zestaw cech dysmorficznych twarzy, opóźnienie umysłowe, niskorosłość, wrodzone wady serca i niekiedy skaza krwotoczna. Zespół został opisany przez duńską lekarkę Petrę Jacobsen i wsp. w 1973 roku i był jednym z pierwszych zidentyfikowanych zespołów przyległych genów. Uważa się, że częstość występowania zespołu Jacobsen wynosi około 1:100 000 urodzeń.